# Bactris plumeriana
Bactris plumeriana é uma espécie de palmeira, endêmica de Hispaniola.